# Arête de Delhi
L'arête de Delhi, ou Delhi Ridge, est un massif montagneux appartenant aux monts Aravalli. Il désigne également la forêt située sur ce massif montagneux. L'ensemble est situé dans le centre de Delhi. Il constitue le principal espace naturel à l'intérieur de l'agglomération. Cet espace naturel a fait l'objet d'actions en vue de le protéger notamment de la campagne « Save the Ridge ».